# Wasili
Wasili (gr. Βασίλι, tur. Gelincik) – wieś na Cyprze, w dystrykcie Famagusta, na półwyspie Karpas. De facto pod kontrolą  Cypru Północnego.